# Sábado de Corporán
Sábado de Corporán fue un programa de televisión sabatino creado por Rafael Corporán de los Santos, que se transmitió por 25 años a través de Color Visión.

## Inicio
Sábado de Corporán se  desarrolló como un programa televisivo de ocho horas sabatinas, incluyendo concursos, comedia, entrevistas y una sección llamada La Hora Estelar donde presentaba cantantes nacionales e internacionales.  Inició sus transmisiones en vivo en el año 1988 con un equipo liderado por el cineasta y creativo Jean Louis Jorge. Se sustentaba en pintorescos concursos o competiciones en vivo entre el público asistente.
En sus inicios contenía un segmento infantil de dos horas llamado Sábado Chiquito, que luego sería un programa infantil sabatino de cuatro horas. 
Su segmento La Hora Estelar presentaba cantantes nacionales e internacionales como Fernando Villalona, Danny Rivera, Franco De Vita, Sophy, Gloria Trevi, Jackeline Estévez, Vickiana, Chayanne, Ángela Carrasco, Maridalia Hernández entre otros. 
En su programa también iniciaron muchos artistas dominicanos como Sergio Vargas e introdujo un segmento llamado ´´Sábado Joven de Corporán´´ para impulsar artistas jóvenes como Toque Profundo, Roy Tavare & El Clan de la Furia, Aljadaqui, Rikarena, entre otros. 
Muchos argumentaban que su estilo no iba con los parámetros comunicacionales siendo muy criticado por su forma de hablar y de producir el programa. También se criticó la excesiva cantidad de dinero que entregaba en su programa.

## Formato del Programa
El programa se basaba en públicos invitados, especialmente de los liceos y colegios secundarios del país. Se centraba en concursos y competiciones de los diferentes equipos formados con los mismos invitados por un premio final como electrodomésticos, enseres para el hogar y dinero en efectivo. Corporán, además, brindaba alguna ayuda para personas necesitadas. A través de su programa realizó una labor que benefició a la población más deprimida a nivel nacional.
Algo característico del programa eran los coros que animaban en los momentos de los concursos, como cantar ´´usted ganó o ay si sabe,´´ a los ganadores del concurso, ´´ay no sabe´´ cuando el participante no contestaba de forma correcta en las competiciones de preguntas, etc.. 
Otra característica del programa era la presencia de grupos de bailarines, y las llamadas ´´corporets´´ convirtiéndose en iconos del programa. Otro personaje era “El monito Quique” que hacía reír a todos los niños y adultos en el país.
Otro ícono es su lema El Sábado es de Corporán,  el opening con el tema ´´Corporán es el papá´´ de José Peña Suazo, y el tema de Bertico Sosa interpretado por el fallecido trompetista Fermín Cruz. El lema ´´Corporán sigue, ayyyy´´  ´´esa boquita tuya´´ en los momentos de cortes comerciales. Otro nombre dado fue el ´´Campeón de la Televisión´´ .
Una característica eran los momentos de Rafael Corporán de los Santos darle publicidad a las marcas comerciales como: ´´el único detergente que te hace: Axe´´, ´´salchichas Jajá, la mejor sal - chi - chá´´, ´´el jugo que le da una pela a tus hijos: Tang´´,´´el único helado que explota: Bon´´, etc. También se destacaron como voz en off el locutor Nelson Brudis y Yoryi Castillo.
Luego de las competiciones se entraba al segmento de La Hora Estelar, un espacio donde se presentaban artista nacionales e internacionales, con una duración de dos horas.

## Internacionalización
El programa fue transmitido en más de 24 países a través de Cadena Sur, con la  negociación del productor Hugo Chávez y Ángel Puello, con Héctor del gafo parket CEO y Eduardo verás como Vicepresidente.
Esto lo convirtió en el primer programa dominicano que se vio de manera constante y formal en el continente, junto  a programas como Sábado Sensacional, Sábado Gigante y Siempre en domingo.

## Finalización
Conjuntamente con la situación económica del país comenzó a golpear a Corporán financieramente provocándole indicios de depresión. En el 2005 vendió el Circuito Corporán al Banco del Progreso. Para finales de 2010 Corporán había vendido la mayoría de sus bienes adquiridos en sus primeras décadas de carrera dando al traste con la sustentación de su programa de televisión.
Los directivos de Color Visión decidieron sacar del aire el programa al partir del 18 de febrero de 2012, a través de una misiva enviada. Corporán calificó como una traición que sacaran del aire su programa. 
La popularidad del programa se mantuvo hasta principios de la década 2000, posteriormente entrando en un progresivo declive hasta marzo de 2012 cumpliendo veinticinco años de transmisión. Para finales del 2011, el programa infantil Sábado Chiquito de Corporán, terminó su transmisión y Sábado de Corporán sufrió un recorte de su transmisión, al mismo tiempo que bajaba su nivel de sintonía.

## Último Programa
El sábado 3 de marzo de 2012, en su último programa, Rafael Corporán de los Santos recibió un homenaje para dar por terminado su programa Sábado de Corporán. Su productora Edilenia Tactuk, realizó el reconocimiento.
Algunos de los comunicadores como Jochy Santos, Domingo Bautista, Nelson Javier (El Cocodrilo), Zoila Luna, Liselotte Núñez, el Rubio Charlie, Michael Miguel, George Castillo, estuvieron presentes en este momento. También Felito Brenz, Carlos T. Martínez, Nikauly de la Mota y Lisbeth Santos. 
También estuvo su hija Christian Corporán, quien compartió con él en la coproducción, su esposa Giselle y su hijo más pequeño Ángel Luis y sus amigos como Joseíto Mateo, quien viajó desde Nueva York y le interpretó un merengue. Otros como José Alberto El Canario, Sergio Vargas, Kinito Méndez, José Virgilio Peña Suazo, Vickiana y Maridalia Hernández.
A través de llamadas telefónicas le mostraron su admiración Eddy Herrera, Virginia Frías (ex Corporet), el expresidente Hipólito Mejía, Cuco Valoy y Rafa Rosario, Una nueva representación del género urbano llegó con un tema dedicado a Corpo, Milka, Melymel, Black Point y Mozart La Para.
Los ejecutivos de Color Visión Domingo Bermúdez y Manolo Quiroz, le entregaron una placa. Corporán recordó su eslogan ´´del nueve nadie me mueve´´. Al final del homenaje Corporán agradeció con su grito !Ayyy!.

## Legado
Sábado de Corporán fue una escuela para comunicadores y artistas dominicanos y fue de los primeros programas de entretenimiento por donde desfilaron grandes estrellas nacionales como Liselotte Núñez, Isabel Aracena (Isha), Virginia Frías, Doris Rodríguez, Kuki, Lumy Lizardo y Sonia Sosa (esposa del pelotero Sammy Sosa).
También estrellas internacionales como Celia Cruz, Ricky Martin, Gloria Trevi, Chayanne, el grupo Magneto, Menudo, entre otros.
Su segmento Sábado Joven de Corporán, sirvió como debut para muchos artistas joven, como Héctor Acosta y Eddy Herrera. El programa acumuló cerca de veinte estatuillas de los premios Casandra que otorga la Asociación de Cronistas de Arte (Acroarte), a través de los premios Casandra.

## Frases célebres
Rafael Corporán de los Santos utilizó diferentes frases a la hora de anunciar algún producto o marca comercial que caracterizaron su programa, las más recordadas son:
- “el único jabón que protege su casa: Jabón Candado”
- “los indios que más pelean: Hatuey y Guarina, eso es galleta y galleta”
- “los únicos tenis que caminan uno detrás del otro: fila”
- “la única salchicha que se ríe: jajá”
- “el único jugo que le da una pela a tus hijos: Tang”
- “el único helado que explota: Bon”
- “la única cocoa que tiene tío: Cocoa Sobrino”
- “Sprite: el único refresco que sabe a seven-up”
- “la única leche que tiene cualto: Mílex”
- “Corporán sigue, ayyyy”
- “el único detergente que te hace: Axe”
- “salchichas Jajá: la mejor sal - chi - chá”
- “esa boquita tuya”

## Premios
- En 2011 fue galardonado con El Soberano en reconocimiento a su trayectoria.
- Premio El Soberano  como Mejor Programa Semanal de Variedades; Sábado Chiquito fue reconocido como Mejor Programa Infantil en repetidas ocasiones, incluyendo un Emmy.